# 皆川純子
皆川純子（日语：／ Minagawa Junko，1975年11月22日—）是日本的女性聲優。茨城縣出身。血型A型。
以特別的聲音和精彩的演技成名，擅長少年的聲線，並獲得不少女性粉絲的支持。在成為聲優之前是一名上班族，後來進入了聲優養成學校，一邊上班一邊工作，漸漸投入了聲優的工作。由博英社以網球王子聲優的身份邀請，於2005年8月與甲斐田幸共同出席台灣漫畫博覽會，並且舉辦了簽名會活動。

## 主要參與作品

### 電視動畫
主要角色以粗體表示
2001年
- 網球王子（越前龍馬、越前倫子、若人啦啦隊之7）
- 熱帶雨林的爆笑生活（由米）

2002年
- 我們這一家（山田）
- 東京喵喵（白金稜〈小時候〉）
- 哈姆太郎（小愛迪生）
- 戰鬥陀螺v代（傑克）

2003年
- 聖槍修女（約書亞·克里斯多福）
- 貯金大冒險（維也納腸）
- 成惠的世界（七瀨香奈花）
- 火影忍者（白的母親）
- 星球流浪記（申吾）
- 名偵探柯南（平良伊江）
- 神魂合體（猿渡忍）
- 京極夏彦 巷說百物語（柳女）
- .hack//黃昏的腕輪傳說（國崎秀悟）

2004年
- 奇幻旅程（多馬）
- 真珠美人魚（米凱爾）
- 洛克人EXE AXESS（アレグロ）
- 神魂合體 第二季（猿渡忍）
- 北方戀曲（森永真冬）
- Duel Masters - 卡片決鬥高手（白凰、白凰之母）

2005年
- ARIA The ANIMATION（晃·E·法拉利）
- 草莓棉花糖（笹塚、安娜的媽媽）
- 玻璃面具（金英美）
- 我的主人（中林義貴）
- 灼眼的夏娜（「盛裝騎手」卡姆辛·雷布哈烏）
- 魔界女王候補生（少年、獨角獸）
- TSUBASA翼（龍王）
- 聖魔之血（以恩·法透納）
- 雙子公主（夏恩特）
- 黑貓（昂·艾略特）
- 怪醫黑傑克（マギー）
- 魔法老師（雪廣綾香）
- Loveless（青柳立夏）
- Jinki:EXTEND（メルJ・ヴァネット）
- 格鬥美神 武龍（曹春揚）

2006年
- ARIA The NATURAL（晃·E·法拉利）
- Code Geass 反叛的魯路修（柯內莉亞·Li·不列顛尼亞）
- 地獄少女 二籠（天城志津子）(第11話)
- 史上最強弟子兼一（白鳥）
- 貓狗寵物街（ベニクラ）
- 少年陰陽師（玄武）
- 奏光之Strain（梅路奇薩路克）
- 魔法老師!?（雪廣綾香）
- 蜂蜜幸運草第二季（森田馨〈小時候〉）
- 雙子公主 Gyu!（夏恩特）
- 武裝鍊金（圓山圓）
- 名偵探柯南（軽部ロミ）#452
- 完美小姐進化論（ガングロ）
- 格鬥美神 武龍 REBIRTH（曹春揚）
- 咆哮戰爭（島原看取·李彩霞）
- 妖逆門（華院三月）
- MÄR（幼時艾倫）

2007年
- 哆啦A夢（ジョルジュ）
- 驅魔少年（アーチ）
- Zero決鬥大師（白凰）
- 地球防衛少年（宇白順、古茂田孝美之母）
- 抓鬼獵人磁幽靈（日语：トレジャーガウスト）（範人）
- 灼眼的夏娜II（「盛裝騎手」卡姆辛·雷布哈烏）
- 決鬥大師Zero（白凰）

2008年
- ARIA The ORIGINATION（晃·E·法拉利）
- 吸血鬼騎士（早園瑠佳）
- 吸血鬼騎士 Guilty（早園瑠佳）
- BLASSREITER（馬列克·威爾納）
- 泰坦尼亚（米兰达·卡西米尔）
- Code Geass 反叛的魯路修 R2（柯內莉亞·Li·不列顛尼亞）
- 游戏王5D's（米丝蒂）
- 守護甜心 心跳!（水野守）#56

2009年
- 潘朵拉之心（奧茲·貝薩流士）
- 戰場女武神（羅潔〈布利姬多·修羅塔〉）
- BASQUASH!（蘇拉修·肯茲）
- 夏目友人帳（少女）#3
- 名偵探柯南（渡邊友紀子）#544
- CANAAN（夏目百合）

2010年
- 科學超電磁砲（鴻野江遥希）#17
- 無法掙脫的背叛（艾蕾姬）
- 心靈偵探 八雲（宮川惠理子）

2011年
- 玛莉亚狂热 Alive（花房桃太）
- SKET DANCE（惠大五郎）
- 灼眼的夏娜Final（卡姆辛．奈夫哈維）
- 肯普法（皆川瞳美）

2012年
- 數碼獸合體戰爭（左輪獸）#12-14、18
- 男子高中生的日常（奈古、名護）
- 黃昏乙女×失憶幽靈（新谷貞一）
- 新網球王子（越前龍馬）
- Campione 弒神者！（烏魯斯拉格納）
- Battle Spirits Sword Eyes（劍·帶刀）
- 魔奇少年（扎米爾〈少年〉）
- Smile 光之美少女！（豐島英一）

2013年
- 寶石寵物 Kira☆Deco！（古哈科）
- 八犬傳－東方八犬異聞－（琥珀）
- 革神語（金手）
- 魔笛MAGI第二季（扎米爾〈幼年〉）

2014年
- 美食獵人TORIKO（三虎〈少年時代〉）
- 極黑的布倫希爾德（伊尼夏雷茲）
- 噗嗶啵～來自未來～（哈魯）
- 晨曦公主（悠）
- 蠟筆小新（古林）

2015年
- 金田一少年之事件簿R 第2期（冬野八重姬）
- 名侦探柯南（千田直美 #801-802）
- 蠟筆小新（津見來太郎）

2016年
- 新我們這一家（山田）
- 美少女戰士Crystal Season III 死亡毀滅者篇（天王遙／水手天王星）
- SUPER LOVERS（海棠零）
- 龍族拼圖X（達芙尼斯）
- 超心動！文藝復興（近松珠里）
- 漂流武士（貞德·達魯克）
- 名侦探柯南（木船染花 #836-837）

2017年
- SUPER LOVERS 2（海棠零）
- ID-0（阿曼札·沃爾奇科娃[1]）
- KiraKira☆光之美少女 A La Mode（皮卡利奧／朱利奧／黑樹利奧）
- 活擊 刀劍亂舞（審神者）
- 悠久持有者：魔法老師！ 第2部（雪廣綾香）
- 寶石之國（黃鑽石）
- 如果有妹妹就好了。（三田洞）

2018年
- 狐狸之聲（主持人）

2019年
- 黑色五葉草 ( 梅列歐雷奧娜・凡米里歐)
- 名侦探柯南（江波真知子）
- 萌獸寵物店（狗頭人妻子）

2021年
- Fairy蘭丸（寶母）

2022年
- 泡泡糖忍戰（珍[2]）
- 新網球王子 U-17 世界盃（越前龍馬）
- 惑星公主蜥蜴騎士（麥馬克泰利翁）
- 秋葉原冥途戰爭（凪）

2024年
- 魔女與野獸（キーラ・ヘインス[3]）

### OVA
2002年
- 熱帶雨林的爆笑生活DELUXE（由米）

2003年
- 熱帶雨林的爆笑生活FINAL（由米）

2005年
- 重生之月（日语：リバースムーン）（伊萊斯）

2006年
- 網球王子OVA 全國大會篇（越前龍馬）
- 魔法老師！？ 春（雪廣綾香）
- 魔法老師！？ 夏（雪廣綾香）
- （有栖川金太郎）

2007年
- 草莓棉花糖（笹塚）
- 櫻花大戰 紐約篇（Sagiitta Weinberg）
- ICE（ヒトミ）
- 網球王子OVA 全国大会篇 Semifinal（越前龍馬）
- ARIA The OVA 〜ARIETTA〜（晃·E·費拉利）

2008年
- 網球王子OVA 全国大会篇 final（越前龍馬）
- 魔法老師 白之翼 ALA ALBA（雪廣綾香）

2009年
- 草莓棉花糖 encore（笹塚）
- 網球王子OVA ANOTHER STORY 〜過去與未來的訊息（越前龍馬）
- 魔法老師 另一个世界（雪廣綾香）

2010年
- DARKER THAN BLACK -黑之契約者- 外傳（小姐）

2011年
- ショコラの魔法（日语：ショコラの魔法）（則武薰子）
- 網球王子OVA ANOTHER STORY II 〜那時的我們（越前龍馬）

2012年
- 史上最強弟子兼一 闇黑襲擊（白鳥）
- Code Geass 反叛的魯路修 娜娜莉夢遊仙境（柯內莉亞·Li·不列顛尼亞）

2013年
- 鋼鐵人：噬甲病毒崛起（瑪麗亞·希爾）

2014年
- 復仇者聯盟機密任務：黑寡婦與制裁者（日语：アベンジャーズ コンフィデンシャル: ブラック・ウィドウ & パニッシャー）（瑪麗亞·希爾）
- 戰敗女王（維爾貝利亞）
- 最近，妹妹的樣子有點怪？（島津）
- 新網球王子OVA vs Genius10Vol. 1（越前龍馬）
- 新網球王子OVA vs Genius10 Vol. 2（越前龍馬）

2015年
- 新網球王子OVA vs Genius10 Vol. 3（越前龍馬）
- 新網球王子OVA vs Genius10 Vol. 4（越前龍馬）
- 新網球王子OVA vs Genius10 Vol. 5（越前龍馬）
- 晨曦公主（悠）

2017年
- SUPER LOVERS OAD1（海棠零）
- SUPER LOVERS OAD2（海棠零）

### 剧场版
- 網球王子劇場版：二人武士 The First Game：越前龍馬
- 網球王子劇場版：跡部的禮物 獻給你的網球祭：越前龍馬
- 剧场版 魔法老师！ ANIME FINAL（雪廣綾香）
- 生化危机：诅咒（艾達·王）
- 網球王子劇場版：決戰英國網球城！：越前龍馬

2009年
- 八田與一：嘉南大圳之父（徐添文）

2019年
- 哆啦A夢 大雄的月球探測記（月野琉華）

2021年
- 龍馬！The Prince of Tennis 新生劇場版網球王子（越前龍馬）
- 美少女戰士Eternal（天王遙／水手天王星）

2023年
- 美少女戰士Cosmos（天王遙／水手天王星）

### 遊戲
- 英雄傳說 軌跡系列（瓦奇·赫密士菲亞）
  - [PSP]英雄傳說 零之軌跡
  - [PSP]英雄傳說 碧之軌跡
  - [PS VITA] 英雄傳說 零之軌跡 Evolution
  - [PS VITA] 英雄傳說 碧之軌跡 Evolution
- 無雙☆群星大會串 - 米蕾妮亞
- 信賴鈴音～蕭邦之夢～（Waltz）
- 魔法老师系列（雪廣綾香）
- 時空幻境心靈傳奇R - 茵卡洛斯
- 櫻花大戰V -
- NANA - 大崎娜娜
- 心跳回忆3 -
- 零～刺青之聲 - 黑澤怜、久世零華
- 龍影魔咒 - ジェフティ
- ARIA The NATURAL～遙遠記憶之幻象～ - 晃・E・法拉利
- Remember11 -the age of infinity- - 楠田 由仁
- 任俠傳 渡世人一代記 - 蘭太夫
- 召喚夜響曲 X ～TEARS CRONW～ - 璐加(ルーか)
- 嘉芙蓮 (遊戲) - 謎の聲（亞斯塔羅特）
- 發明工坊2 - 費兒麗．哈謝斐勒
- 生死格鬥4 - 伊利歐特
- 鬼武者魂 - 小姓、武將
- 生化危機6 - 艾達·王
- 神奇寶貝黑白版2宣傳片 - 勁敵
- 烈火之炎ps2 - 亞希 (動畫版為緒方惠美配音)
- 網球王子ps2 - 越前龍馬
- 網球王子gba - 越前龍馬
- 網球王子nds - 越前龍馬
- 新網球王子Rising Beat - 越前龍馬
- 生化危机2 重制版 - 艾達·王
- 夢幻遊戲朱雀異聞 - 柳宿
- 為誰而煉金 - 卡莉絲
- 寶可夢大師 - 鬥也
- 明日方舟 - 空爆、拜松
- 原神 - 行秋
- 魔兵驚天錄2 - 洛基
- 世界末日俱樂部 - 達森
- TEPPEN - 艾達·王
- NieR Re[in]carnation - 里昂
- 惡靈古堡4 重製版 - 艾達·王

### 演出
- 鋼之鍊金術師漫畫CD集 - 愛德華‧愛力克

### 廣播劇
- 惱殺ジャンキー(色誘中毒) - 梶原海(梢原海)
- 潘朵拉之心 - オズ=ベザリウス (奧茲=貝薩流士)
- 少年同盟 - 淺羽祐希
- 紅心王子-櫻紅次郎
- 黃昏乙女×失憶幽靈-新谷貞一
- 微憂青春日記 - 籐縞寶

#### 廣播連續劇
- VOMIC
  - 境界觸發者 - 空閑遊真

## 外部連結
- 個人網站（日語）